# Tommy O'Brien
Thomas William O'Brien, detto Tommy (16 febbraio 1916 – El Paso, 17 novembre 1955), è stato un cestista statunitense, professionista nella NBL.

## Carriera
Giocò per due stagioni nella NBL, disputando complessivamente 29 partite con 1.9 punti di media.

## Palmarès
- Campione NBL (1940)